# Orthogenèse
 (31 mai 2018).
L'orthogenèse (du grec « ortho » (droit) et « genesis » (génération)) est une théorie biologique néo-lamarckienne. L'orthogenèse suppose l'idée d'une direction à l'œuvre dans l'évolution.

## Gustav Eimer et la "loi d'orthogenèse"

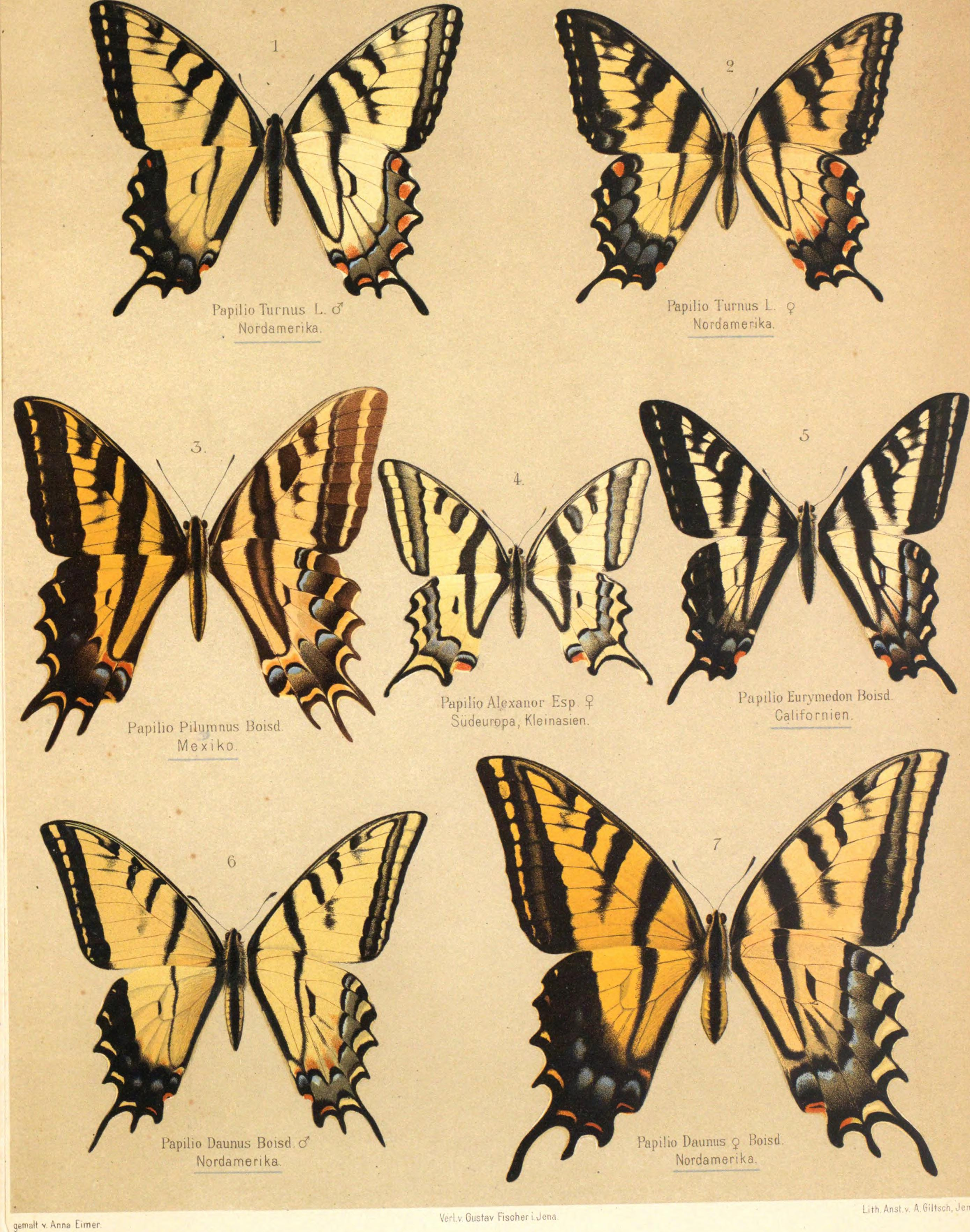
Papillons du genre Papilio dans Die Artbildung und Verwandtschaft bei den Schmetterlingen de Gustav Eimer (1889-1895).

Le terme « orthogenèse » est né en 1893 sous la plume du biologiste néo-lamarckien Johann Wilhelm Haacke (1855-1912). Il fut popularisé par Gustav Eimer (1843-1898), un zoologiste suisse-allemand, qui formula en 1897 une « loi d’orthogenèse ». Selon cette loi, « la transformation d’une espèce peut se dérouler selon une direction immuable, sans rapport avec l’utilité, et qui ne peut donc donner prise à la sélection.  »
Elle se traduit par la progression, ou la régression, d’un (ou de plusieurs) caractère(s). N’étant pas soumise au contrôle de la sélection naturelle, elle peut mener à une situation catastrophique nommée hypertélie et provoquer l’extinction de l’espèce. 
Selon Gustav Eimer, l’orthogenèse doit s’expliquer en des termes physico-chimiques. Sa « loi » combine l’influence de facteurs externes et internes à l’organisme. Selon sa conception, les variations ne s’effectuent ni au hasard, ni dans tous les sens. La sélection naturelle ne joue quant à elle qu’un rôle secondaire.
Lors d’une conférence prononcée à Leyde en 1895 et intitulée « Sur l’évolution dans une direction déterminée, et sur l’incapacité de la sélection darwinienne dans la formation des espèces », Eimer s’attaqua à ce que l’on considère généralement comme l’une des réussites du darwinisme : l’explication du mimétisme. Le zoologue nia que les dessins sur les ailes des Papillons aient valeur adaptative : le prétendu « mimétisme » serait dû à l’action de circonstances identiques sur des organismes différents, et au respect chez ces derniers des mêmes lois structurales contrôlant la coloration.

## Les lignées fossiles orthogénétiques
Ce qui se trouve à l'origine de l’idée d’orthogenèse, et ce qui explique peut-être que la paléontologie ait traditionnellement rassemblé une proportion beaucoup plus importante de néo-lamarckiens que n’importe quelle autre branche de l’histoire naturelle, est l’existence de lignées fossiles montrant des évolutions linéaires, c’est-à-dire maintenues dans une même direction sur un grand nombre de générations. 

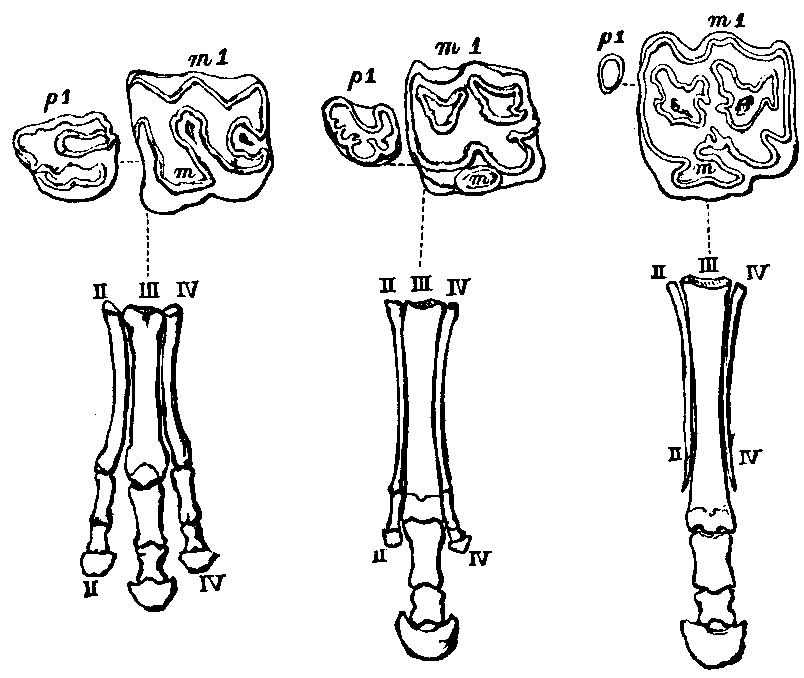
Évolution du pied des Équidés :
De gauche à droite : Mesohippus, Merychippus, Pliohippus.

L’exemple le plus célèbre de ces développements orthogénétiques est celui des chevaux du Tertiaire. Sur quelque 45 à 50 millions d’années, trois tendances significatives et corrélées se détachent dans leur évolution : 
1. un accroissement important de la taille (de celle d’un fox-terrier à celle des chevaux actuels)
2. une réduction du nombre de doigts (de quatre à un, pour former le sabot des équidés contemporains)
3. un accroissement de la taille des molaires.

Entre le petit Hyracotherium du Tertiaire et l’actuel Equus, les chevaux auraient donc subi une évolution orthogénétique, les guidant tout droit d’une morphologie archaïque et trapue jusqu’à leur forme actuelle, élancée et élégante.

### L'hypertélie

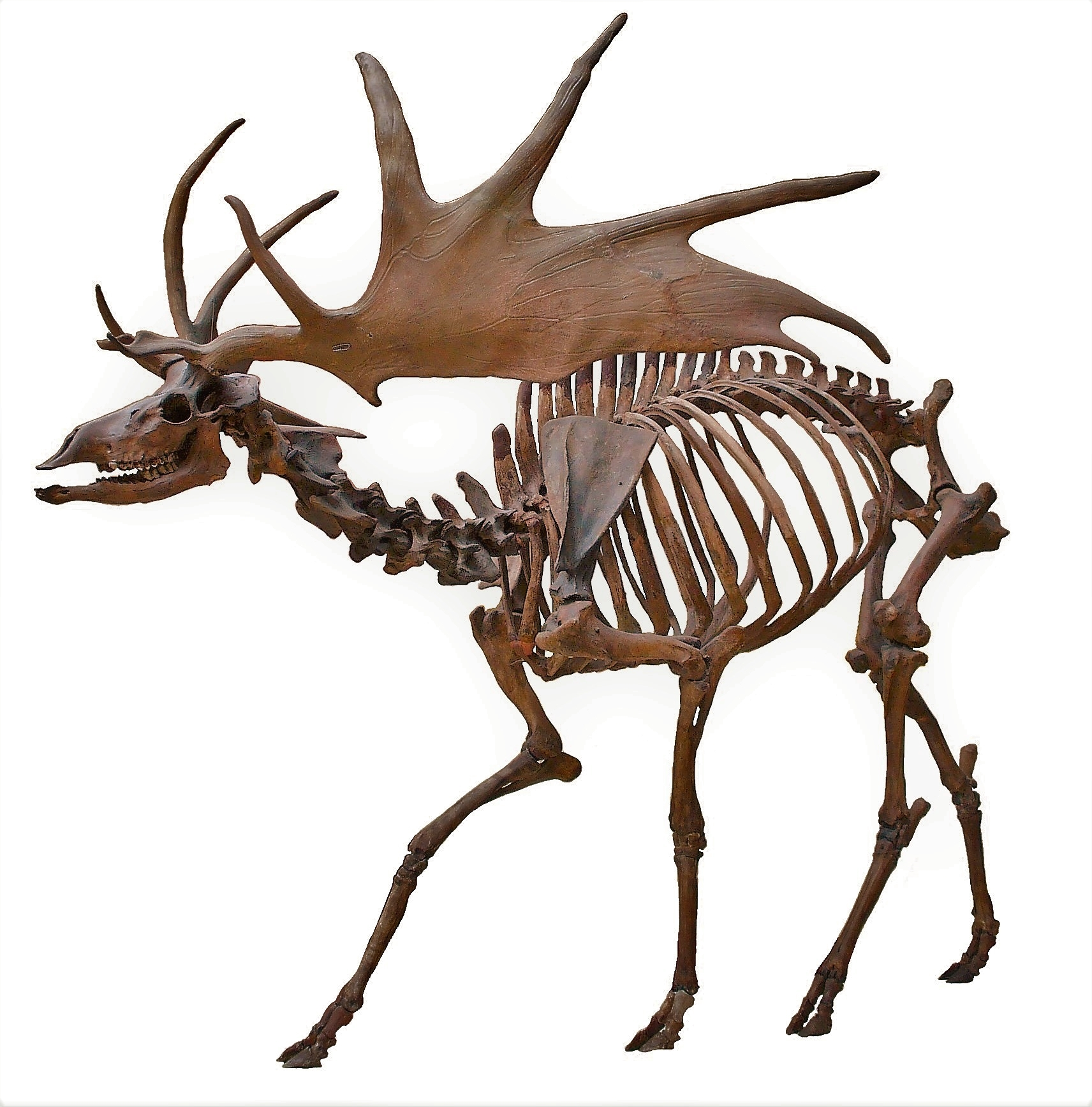
Squelette d'Élan irlandais (Megaloceros giganteus).

Cependant, comme aimaient à le rappeler les orthogénéticiens, toutes les espèces n’eurent pas la même chance que les équidés. Les tendances orthogénétiques ne pouvant être contrariées, beaucoup d’entre elles menèrent à l’état d’hypertélie.
Ainsi en était-il du Tigre à dents de sabre, incapable d’arrêter au cours de l’évolution la croissance de ses dents, ou encore du Mammouth, qui ne put, lui, stopper celle de ses défenses. Un autre exemple cher aux orthogénéticiens était celui de l’Élan irlandais : la croissance de ses bois, à l’origine petits, devint impossible à contrôler « et, tel l’apprenti sorcier, le cerf géant comprit trop tard que les meilleures choses ont une fin. Ployant sous le fardeau de leurs excroissances crâniennes, empêtrés dans les arbres, noyés dans les marais, tous moururent. » (Stephen Jay Gould)
Cette surspécialisation permettait à certains anti-darwiniens comme le paléontologue R. S. Hull en 1925, de récuser les théories darwiniennes :
« La sélection naturelle ne peut expliquer la surspécialisation car, s’il est vrai que la sélection est capable d’amener un organe à sa perfection, jamais elle n’accentuerait le développement de celui-ci dans des proportions telles qu’il devienne une menace pour la survie de l’espèce. »

## L'orthosélection contre l'orthogenèse
Les théories orthogénétiques furent à la mode jusqu'au milieu des années 1940. Ce fut un célèbre paléontologue, George Gaylord Simpson (1902-1984), qui s'y opposa avec le plus de force.
La question que posa en substance Simpson est la suivante : les mécanismes orthogénétiques relèvent-ils des faits, ou de la reconstruction a posteriori de l’évolution d’un phylum ? Dans son livre Horses (1951), le paléontologue détruit un à un les plus beaux exemples d’orthogenèse en montrant que la supposition d’une « évolution dirigée » relève d’un « effet d’optique ». L’histoire évolutive des Chevaux ne s’apparente ainsi pas à une « ligne droite » (ou « échelle »), mais plutôt à un « buisson » composé de multiples rameaux. Plusieurs lignées d’Equoïdés ont coexisté et se sont remplacées, même s’il n’en subsiste actuellement plus qu’une.
Pour finir de ruiner le concept d’orthogenèse, Simpson invoqua la notion d’orthosélection définie par le zoologiste Ludwig Hermann Plate (en) en 1903. Cette dernière veut que « la lutte pour la vie sélectionne et discipline en ce que, parmi les variations nouvellement apparues, elle n’en retient que quelques-unes et dirige ainsi le cours de la vie organique vers certaines voies […] et perfectionne lentement l’état d’adaptation. »
Les directionnalités de l’évolution sont ainsi imposées par des pressions sélectives qui orientent et contraignent les évolutions dans des voies quasi linéaires.

## Pierre-Paul Grassé, évolution orientée plutôt qu'orthogenèse
Pour Pierre-Paul Grassé, biologiste évoluant dans un cadre néolamarckien, « l’orthosélection, imaginée par Plate, n’est pas de mise, car elle ne peut fonctionner que si les mutations se produisent selon un certain ordre, ce qu’on n’observe jamais. » Ainsi dit-il à propos de l’ouvrage Horses de George Gaylord Simpson, que son auteur « fait de l’orthogenèse comme M. Jourdain faisait de la prose, sans le savoir. » Dans L’Evolution du Vivant (1973), il tente de mettre en lumière des phénomènes positifs non en faveur de l’orthogenèse, mais bien plutôt en faveur de ce qu'il appelle l'« évolution orientée ». En effet, pour lui l'évolution n'est pas dirigée dans un sens précis, encore moins programmée, elle est buissonnante et en quelque sorte expérimentale : elle trouve son chemin en tâtonnant.
L’émergence des Mammifères constitue pour Grassé le meilleur exemple d’évolution orientée. Elle montre qu’il existe des tendances évolutives majeures et que le hasard et la sélection naturelle ne sont pas seuls responsables du transformisme.
Les critiques adressées par Pierre-Paul Grassé à l'encontre du néo-darwinisme se sont régulièrement révélées pertinentes [réf. souhaitée] (elles furent par exemple entérinées par la théorie de Motoo Kimura sur les mutations neutres [réf. souhaitée]).